# Stevo Pendarovski
Stevo Pendarovski (Skopie, 3 de abril de 1963) es un político y académico macedonio que se desempeñó como presidente de Macedonia del Norte desde el 12 de mayo de 2019 hasta el 12 de mayo de 2024.

## Biografía

### Estudios y carrera académica
Se graduó como Licenciado en Derecho de la Universidad Ss. Cirilo y Metodio de Skopje en 1987. Más tarde obtuvo su maestría y doctorado en ciencias políticas en la misma Universidad. 
Desde 2008 es Profesor Asistente en Seguridad Internacional, Política Exterior e Internacionalización de la Universidad Colegio Americano Skopje.

### Carrera política
Inició su carrera en el gobierno como Asistente del Ministro de Relaciones Públicas en el Ministerio del Interior y como jefe del Departamento de ese ministerio en el período 1998-2001 de análisis e investigación. Se convirtió en parte de la Seguridad Nacional y Jefe de Asesores de Política Exterior del presidente Boris Trajkovski desde 2001 hasta su muerte en 2004. Después de encabezar la Comisión Estatal de Elecciones en el período 2004-2005 se pasó a servir de nuevo como parte de la Seguridad Nacional y Jefe de Asesores de Política Exterior para el siguiente presidente Branko Crvenkovski 2005-2009.
El 4 de marzo de 2014 fue elegido por la principal oposición Social Unión Democrática de Macedonia como su candidato a la presidencia en las próximas elecciones presidenciales de 2014.